# Nonagon Infinity
Nonagon Infinity è l'ottavo album in studio del gruppo musicale di rock psichedelico australiano King Gizzard & the Lizard Wizard, pubblicato il 29 aprile 2016 dalla ATO Records.
Venne concepito come un 'ciclo infinito', con ogni canzone che confluisce senza soluzione di continuità nell'altra, inclusa l'ultima, che rimanda alla prima.
"In maniera controversa" il disco vinse l'ARIA Award per il miglior album hard rock o heavy metal agli ARIA Music Awards 2016, con alcune accuse rivolte verso l'ARIA di averlo categorizzato in maniera erronea.
Molti brani utilizzano la tecnica del tuning microtonale, che sarebbe stata esplorata nel successivo Flying Microtonal Banana.

## Accoglienza
| Recensione   | Giudizio |
| ------------ | -------- |
| MC           | 83/100   |
| AllMusic     | [ 6 ]    |
| Classic Rock | [ 7 ]    |
| Exclaim!     | 8/10     |
| The Guardian | [ 9 ]    |
| musicOMH     | [ 10 ]   |
| NME          | 4/5      |
| Pitchfork    | 8/10     |

Nonagon Infinity venne acclamato da critica e pubblico. Su Metacritic ha un punteggio di 83 su 100, basato su 14 recensioni, che indica appunto "acclamazione universale".
Scrivendo per AllMusic, Tim Sendra ha affermato che il sound inventivo della band ha reso Nonagon Infinity «non solo il loro miglior album, ma forse il miglior album psych-metal-jazz-prog di sempre».
Il regista Edgar Wright lo ha citato come uno dei suoi album preferiti di sempre, dicendo che «potresti essere perdonato per aver pensato che stavi ascoltando una lunga traccia estesa, ma mio Dio se spacca.»

## Tracce
Testi e musiche di Stu Mackenzie.
1. Robot Stop – 5:22
2. Big Fig Wasp – 4:54
3. Gamma Knife – 4:21
4. People-Vultures – 4:45
5. Mr. Beat – 4:56
6. Evil Death Roll – 7:11
7. Invisible Face – 3:01
8. Wah Wah – 2:54
9. Road Train – 4:18

Durata totale: 41:42

## Formazione
- Michael Cavanagh – batteria, conga
- Ambrose Kenny-Smith – armonica, organo elettrico
- Stu Mackenzie – voce, chitarra elettrica, sintetizzatore, organo, zurna
- Cook Craig – chitarra elettrica, sintetizzatore
- Joey Walker – chitarra elettrica, setar, sintetizzatore
- Lucas Skinner – basso elettrico
- Eric Moore – batteria

## Classifiche
| Classifica (2016)                     | Posizione |
| ------------------------------------- | --------- |
| US Top Heatseekers Albums (Billboard) | 4         |
| US Top Alternative Albums (Billboard) | 14        |
| US Independent Albums (Billboard)     | 16        |
| US Top Rock Albums (Billboard)        | 23        |
| US Top Tastemaker Albums (Billboard)  | 15        |